# 瑞安·帕爾默
瑞安·帕爾默（Ryan Palmer，1976年9月19日—）是一位美國高爾夫球選手，他現在參加PGA巡迴賽的賽事。帕爾默畢業於德克薩斯州農工大學，並且在2000年畢業之後轉為職業高爾夫球員。2010年，他贏得了自己首個PGA巡迴賽冠軍。